# Wedding Dash
Wedding Dash é um jogo criado pela Play First e a Imagine Engine em 31 de julho de 2007, sendo uma continuação do jogo Diner Dash, mas essa com a protagonista Quinn, amiga de Flo. Neste jogo, Quinn trabalha como gerente de festas de Casamento, recebendo os convidados da festa. A curiosidade é que quem mais age no jogo não é Quinn, e sim a Garçonete, que serve as entradas, os pratos principais e a sobremesa (sempre seguindo nessa ordem). Quinn age nas fases do jogo planejando a festa, escolhendo onde vai ser a lua de mel, quais serão os pratos da festa, o tipo de bolo, as flores, etc; e no decorrer do dia, ela resolve diversos problemas antes que os noivos percebam. Por exemplo, em Wedding Dash 1, o maior problema são as Abelha que invadem o lugar e a choradeira de uma convidada da festa, que se emociona ao ver um Casamento e também um incêndio na Cozinha.

## Versões do jogo e suas plataformas
- Wedding Dash (PC, online, Mac, iPod, iPad, PSP, iPod Touch)
- Wedding Dash Lite (iPod, iPad, iPod Touch)
- Wedding Dash 2 - Rings around the World (PC, online, MAC)
- Wedding Dash - Aim, ready, love! (PC, Mac)
- Wedding Dash 4Ever (PC, Mac)

## Outrosspin-offsdeDiner Dash
- Parking Dash - 1 versão
- Fitness Dash - 1 versão
- Diaper Dash - 1 versão - Mais recente spin-off
- Doggie Dash - 1 versão
- Dairy Dash - 1 versão
- Fashion Dash - 1 versão
- Cooking Dash - 3 versões (Última se chama Thrills & Spills)

Além desses, também há uma participação de Flo nos jogos:
- Pet Shop Hop
- Dress Shop Hop